# Liste von Söhnen und Töchtern der Stadt Lille
Die folgende Liste enthält in Lille geborene Persönlichkeiten, chronologisch aufgelistet nach dem Geburtsjahr. Die Liste erhebt keinen Anspruch auf Vollständigkeit.

## In Lille geborene Persönlichkeiten

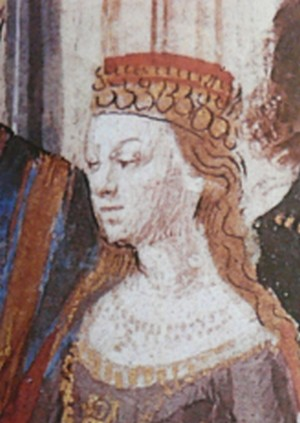
Isabella von Hennegau

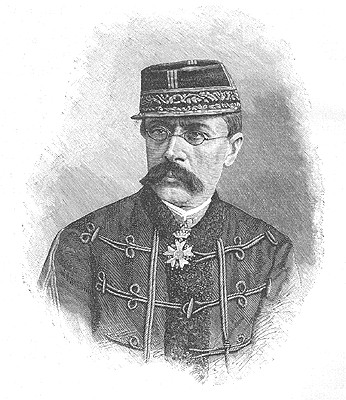
Louis Léon César Faidherbe

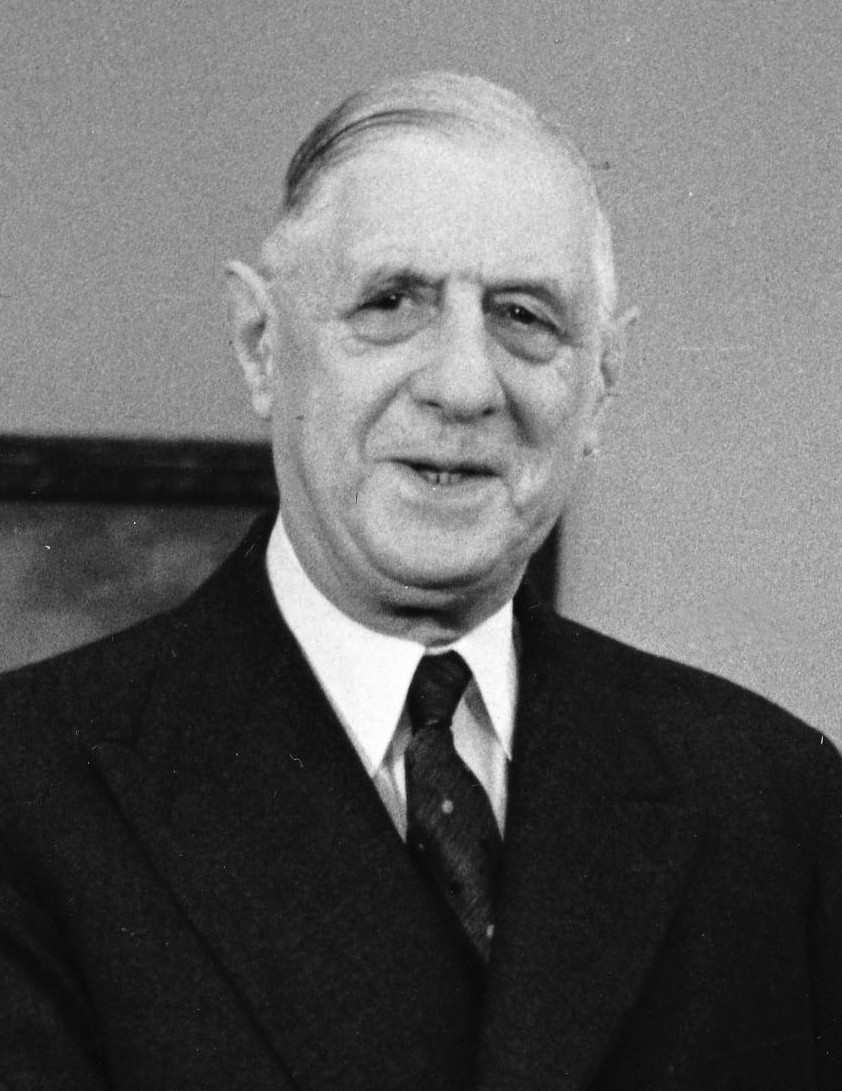
Charles de Gaulle

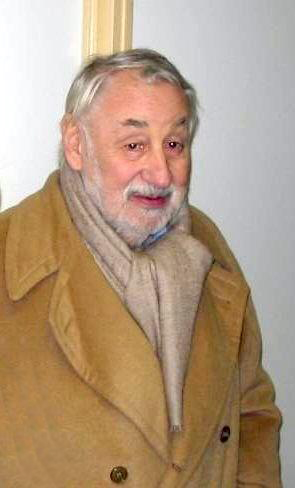
Philippe Noiret

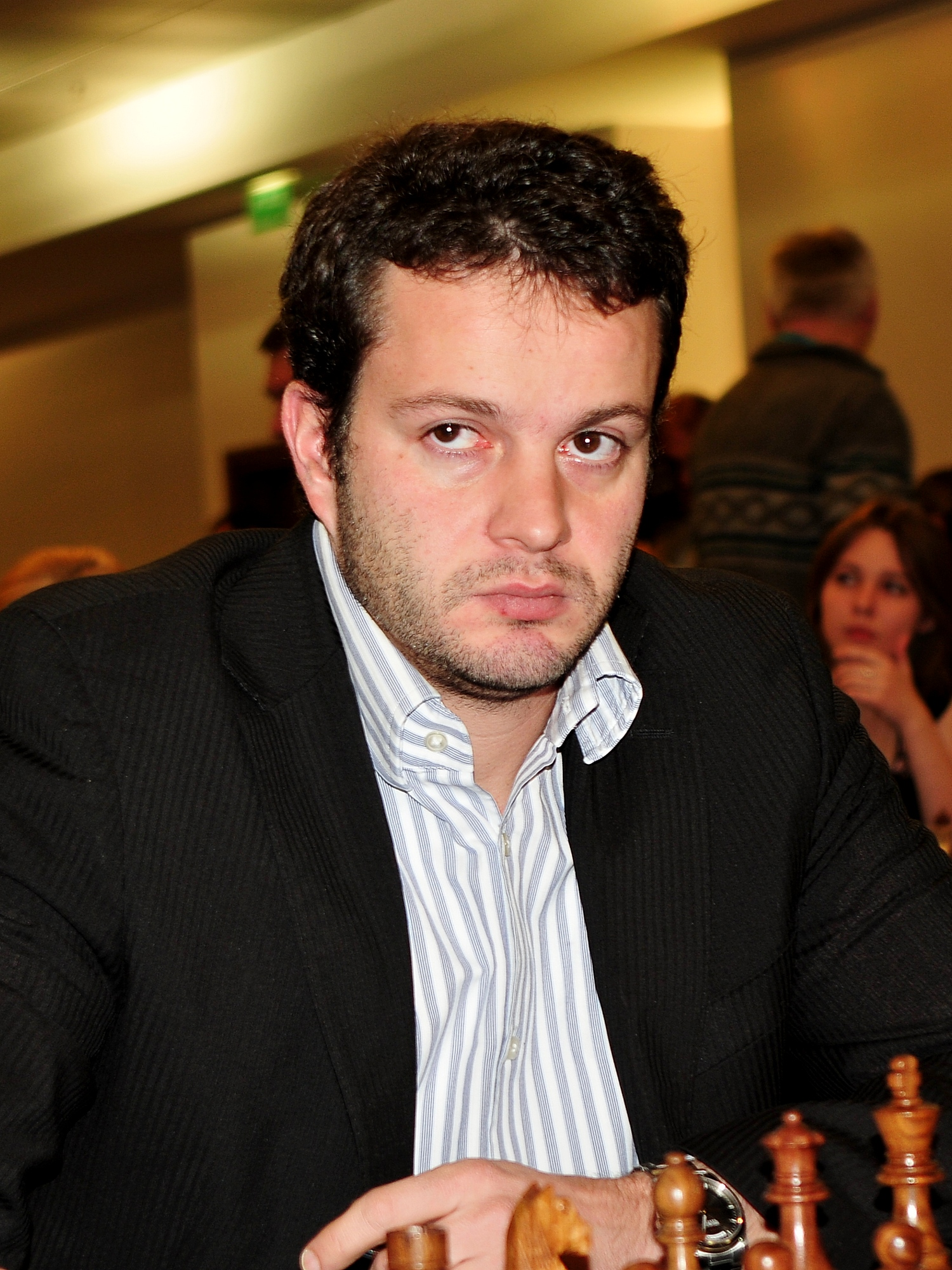
Étienne Bacrot

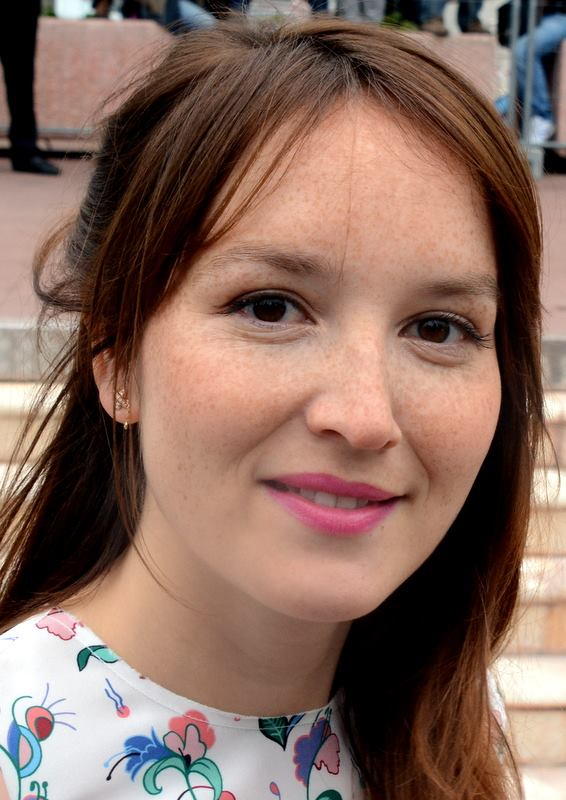
Anaïs Demoustier

### Bis 1800
- Alanus ab Insulis (~1120–1202), Scholastiker, Dichter und Zisterziensermönch
- Isabella von Hennegau (1170–1190), Königin von Frankreich
- Matthias de L’Obel (1538–1616), Botaniker
- Wallerant Vaillant (1623–1677), niederländischer Maler
- Jean-Baptiste Monnoyer (1636–1699), Maler, Zeichner und Kupferstecher des Barock
- Noël Martin Joseph de Necker (1730–1793), deutscher Arzt und Botaniker
- Charles-Joseph Panckoucke (1736–1798), Schriftsteller und Verleger
- Charles Joseph Vanhove (1739–1803), Schauspieler
- Pascal-François-Joseph Gossellin (1751–1830), Altertumsforscher
- Marie-Thérèse Willermaulaz (1751–1816), Gattin von Beaumarchais, Harfenistin
- Henri Jean-Baptiste Victoire Fradelle (1778–1865), Porträtmaler
- Augustin Dumon-Dumortier (1791–1852), belgischer Industrieller, Diplomat und Präsident des Senats

### 1801 bis 1850
- Alphonse Gratry (1805–1872), katholischer Religionslehrer und Priester
- Félicien de Saulcy (1807–1890), Archäologe, Orientalist und Numismatiker
- Auguste-Joseph Franchomme (1808–1884), Cellist und Komponist
- Jules Gailhabaud (1810–1888), Kunsthistoriker
- Louis Faidherbe (1818–1889), General
- Louis-Gabriel Bellon (1819–1899), Antikensammler
- Édouard Lalo (1823–1892), Komponist
- Victor Delannoy (1825–1887), Komponist, Violinist und Musikpädagoge
- Paul Gachet (1828–1909), Arzt
- Philibert Vrau (1829–1905), Organisator des ersten Internationalen Eucharistischen Kongresses
- Pierre Legrand (1834–1895), Politiker
- Emile Auguste Carolus-Duran (1837–1917), Maler
- Alfred Agache (1843–1915), Maler
- Aline Valette (1850–1899), Feministin und Sozialistin

### 1851 bis 1900
- Charles Barrois (1851–1939), Geologe und Paläontologe
- George Edward Bonsor Saint-Martin (1855–1930), Maler und Archäologe
- Albert Samain (1858–1900), Lyriker
- Emmanuel Villanis (1858–1914), Künstler
- Eugène Deully (1860–1933), Maler
- Charles Doudelet (1861–1938), Maler, Grafiker und Illustrator
- Hippolyte Lefèbvre (1863–1935), Bildhauer und Medailleur
- Émile Bernard (1868–1941), Maler, Grafiker, Kunsttheoretiker und Romanautor
- Henri Debreyne (1870–?), Turner
- Jean-Baptiste Perrin (1870–1942), Physiker und Nobelpreisträger
- Laurent Riboulet (1871–1960), Tennisspieler
- Charles Quef (1873–1931), Organist und Komponist
- Georges Lefèbvre (1874–1959), Historiker
- Charles Treffel (1875–1947), Wasserballspieler und Schwimmer
- René Vierne (1878–1918), Komponist und Organist
- Gabriel Grovlez (1879–1944), Dirigent und Komponist
- Georges Leuillieux (1879–1950), Schwimmer und Wasserballspieler
- Jules Verbecke (1879–1942), Schwimmer und Wasserballspieler
- Kléber Fiolet (1880–1958), Wasserballspieler und Schwimmer
- Michel d’Herbigny (1880–1957), Orientalist und Geheimbischof
- René Olry (1880–1944), Offizier
- Maurice Hochepied (1881–1960), Schwimmer und Wasserballspieler
- René Tartara (1881–1922), Schwimmer und Wasserballspieler
- Désiré Mérchez (1882–1968), Schwimmer und Wasserballspieler
- Victor Hochepied (1883–1966), Schwimmer
- Désiré Hudelo (1883–1964), Turner
- Céliny Chailley-Richez (1884–1973), Pianistin und Musikpädagogin
- Achille Liénart (1884–1973), Bischof von Lille
- Louis Poppe (1884–1935), Turner
- Paul Vasseur (1884–1971), Schwimmer und Wasserballspieler
- Maurice Léturgie (1886–1959), Radrennfahrer
- Eugène Pollet (1886–1967), Turner
- Édmond Dharancy (1887–1961), Turner
- Émile Vercruysse (1887–1922), Turner
- Edmond Labitte (1888–1952), Turner
- Maurice Garçon (1889–1967), Schriftsteller, Rechtsanwalt und Historiker
- Julien Wartelle (1889–1953), Turner
- Charles de Gaulle (1890–1970), General, Politiker und Staatspräsident von Frankreich
- Roger Salengro (1890–1936), Politiker
- Alfred Bruyenne (1892–1962), Turner
- Paul Wartelle (1892–1974), Turner
- Julien Duvivier (1896–1967), Autor und Regisseur
- Henri Dulieux (1897–1982), Fechter
- Marcelle Meyer (1897–1958), klassische Pianistin
- Renée Adorée (1898–1933), Schauspielerin
- Yves Béquignon (1899–1990), Archäologe und Epigraphiker
- Pierre Chantraine (1899–1974), Gräzist
- Auguste Lefrancq (1889–?), Autorennfahrer
- Henri Mineur (1899–1954), Mathematiker, Astronom und Astrophysiker
- Pierre Coquelin de Lisle (1900–1980), Sportschütze

### 1901 bis 1950
- Gaston Waringhien (1901–1991), Sprachwissenschaftler und Religionshistoriker
- Jean Delemer (1904–1993), Autorennfahrer
- Jean Dieudonné (1906–1992), Mathematiker
- Stéphane Desombre (1907–1981), Abenteurer und Schriftsteller
- Georges Monneret (1908–1983), Motorrad- und Autorennfahrer
- Georges Maton (1913–1998), Radrennfahrer
- Marcel Becquart (1914–2010), Autorennfahrer
- Marcel Bernard (1914–1994), Tennisspieler
- Jean Dubuisson (1914–2011), Architekt
- Madeleine Damerment (1917–1944),  Agentin der britischen nachrichtendienstlichen Spezialeinheit Special Operations Executive (SOE).
- Jean Dewasne (1921–1999), Maler, Bildhauer und Autor
- Michel Huglo (1921–2012), Musikwissenschaftler
- Marceau Somerlinck (1922–2005), Fußballspieler
- Yvonne Choquet-Bruhat (1923–2025), Mathematikerin und theoretische Physikerin
- Alain Decaux (1925–2016), Historiker und Rundfunkmoderator
- Robert Dutoit (1928–2003), Autorennfahrer
- Philippe Noiret (1930–2006), Schauspieler
- Bernard Deconinck (1936–2020), Radrennfahrer
- Alain Abbott (* 1938), Akkordeonspieler und Komponist
- Isabelle Aubret (* 1938), Sängerin
- Patrick Leclercq (* 1938), Regierungschef des Fürstentums Monaco
- Jean-Pierre Wallez (* 1939), Geiger und Musikpädagoge
- Thérèse Encrenaz (* 1946), Astrophysikerin
- Gilles Béhat (* 1949), Regisseur

### 1951 bis 1980
- Étienne Ghys (* 1954), Mathematiker
- Didier Six (* 1954), Fußballspieler
- François Boucq (* 1955), Comiczeichner
- Vincent Croquette (* 1956), Biophysiker
- Vincent Pierre-Michel Laisney (* 1956), Ägyptologe
- Dominique Plancke (* 1957), Politiker
- Luc Crépy (* 1958), Bischof von Versailles
- Renauld de Dinechin (* 1958), Bischof von Soissons
- Sylvie Goddyn (* 1964), Politikerin
- Didier Havet (* 1964), Jazzmusiker
- Yohann Delattre (* 1968), Handballspieler und -trainer
- Pierre Grimbert (* 1970), Fantasy-Autor
- Guillaume Leblon (* 1971), Künstler
- Damien Deroubaix (* 1972), Maler, Bildhauer und Holzschneider
- Karl Dewolf (* 1972), Eishockeyspieler
- Terence Fixmer (* 1972), Produzent
- Sébastien Boisseau (* 1974), Jazzmusiker
- Antoine Sibierski (* 1974), Fußballspieler
- Sylvie Becaert (* 1975), Biathletin
- Ana Tijoux (* 1977), Rap-Sängerin
- Maxime Agueh (* 1978), beninisch-französischer Fußballspieler

### 1981 bis 2000
- Étienne Bacrot (* 1983), Schachspieler
- Romain Leleu (* 1983), Trompeter
- Sakina Abdou (* 1984), Musikerin
- Juliette Armanet (* 1984), Sängerin
- Anaïs Demoustier (* 1987), Schauspielerin
- Elsa Duhamel (* 1988), Animationsfilmerin
- Morgane Ribout (* 1988), Judoka
- Amandine Henry (* 1989), Fußballspielerin
- Sofiane Pamart (* 1990), Pianist und Komponist
- Gaël Kakuta (* 1991), französisch-kongolesischer Fußballspieler
- Arthur Masuaku (* 1993), Fußballspieler
- Iris Mittenaere (* 1993), Model und Miss Universe 2017
- Alassane Pléa (* 1993), Fußballspieler
- Raphaël Varane (* 1993), Fußballspieler
- Nabil Bentaleb (* 1994), algerischer Fußballspieler
- Théo Pellenard (* 1994), Fußballspieler
- Romain Mahieu (* 1995), Radrennfahrer
- Océane Dodin (* 1996), Tennisspielerin
- Marie Wattel (* 1997), Schwimmerin
- Kandet Diawara (* 2000), guineisch-französischer Fußballspieler
- Adrien Louveau (* 2000), Fußballspieler

### Ab 2001
- Baptiste Thiery (* 2001), Leichtathlet
- Jonathan Varane (* 2001), Fußballspieler
- Ismaël Doukouré (* 2003), Fußballspieler
- Ilyes Hamache (* 2003), Fußballspieler
- Alexis Tibidi (* 2003), Fußballspieler
- Mathéo Bodmer (* 2004), Fußballspieler
- Nathan Buayi-Kiala (* 2004), französisch-kongolesischer Fußballspieler
- Jade Hovine (* 2004), Eiskunstläuferin
- Voldiya Galmace-Paulin (* 2005), Biathletin
- Rabby Nzingoula (* 2005), französisch-kongolesischer Fußballspieler
- Ismaïl Bouneb (* 2006), französisch-algerischer Fußballspieler